# بادر
برنامج بادر لحاضنات ومسرعات التقنية هو برنامج سعودي تابع لمدينة الملك عبد العزيز للعلوم والتقنية، وهي المؤسسة البحثية الوطنية المعنية بالعلوم والتقنية والبحث العلمي. تأسّس البرنامج عام 2007 تحت اسم بادر الذي يأتي من كلمة (مبادرة) باللغة العربية.
ويسعى برنامج بادر إلى دعم وتطوير صناعة الحاضنات التقنية في المملكة، فضلاً عن الترويج لمفهوم ريادة الأعمال التقنية، وتحويل المشاريع التقنية إلى فرص تجارية ناجحة. وقد أطلق البرنامج منذ إنشائه حتى اليوم عدة حاضنات أعمال؛ إذ بلغ عددها ثماني حاضنات في سبع مدن على مستوى المملكة، والتي تسعى بدورها إلى مساندة روّاد ورائدات الأعمال السعوديين، وإرساء بيئة خصبة لنشوء مشاريع تقنية ناشئة، بالاعتماد على مبدأ الحد من المخاطر، وبناء شركات قابلة للنجاح والاستمرار.
ونواف الصحاف هو الرئيس التنفيذي لبرنامج بادر لحاضنات ومسرِّعات التقنية منذ عام 2013 م.

## خدمات البرنامج
- المساعدة في تطوير خطط عمل المشاريع المحتضنة.
- تقديم استشارات قانونية وإدارية وتسويقية.
- تطوير مهارات بحوث التسويق والترويج.
- بناء علاقات مع الجهات التجارية في السوق التجاري السعودي والعالمي.
- المساعدة في الحصول على تمويل مالي بتسهيل الوصول لمصادر الدعم المادي.
- المساعدة في الحصول على براءة الاختراع والملكية.
- توفير مساحات عمل للمشروع.
- منح حق الوصول إلى المرافق والمعامل الحديثة والمتطورة.
- المتابعة المستمرة وتوفير مختلف أوجه الدعم لتطوير وإنجاح المشروع.
- الوصول إلى شركاء بادر في التصميم والهندسة العكسية والطباعة ثلاثية الأبعاد، ومراقبة جودة المنتج، والتقييم الهندسي، وبرامج التصميم الهندسي
- إقامة عدد من ورش العمل والمحاضرات بهدف تنمية مهارات الشباب السعودي، وصقل مواهبهم، وتطوير قدراتهم في المجال التقني.
- امكانية الاستفادة من الخدمات في جميع فروع بادر المنتشرة في المملكة.[4]

## حاضنات البرنامج
أطلق برنامج بادر لحاضنات ومسرعات التقنية عِدَّة حاضنات أعمال منذ إنشائه حتى اليوم؛ إذ بلغ عددها ثماني حاضنات في سبع مدن على مستوى المملكة العربية السعودية، ليكون بذلك أكبر شبكة حاضنات أعمال تقنية في الشرق الأوسط، حيث يرأس البرنامج حاليًا الشبكة العربية لحاضنات تقنية المعلومات والاتصالات والمدن التقنية بالمنطقة العربية التابعة للأمم المتحدة.

### حاضنة بادر الرياض
تهدف حاضنة بادر الرياض التي تم تأسيسها في عام 2008م، إلى تعزيز نمو المشاريع ذات الجانب التقني ويشمل ذلك: تقنيات أجهزة الحاسب والاتصالات، والبنية التحتية لتقنية المعلومات والاتصالات، والبرمجيات والحلول، والوسائط المتعددة والألعاب الإلكترونية، والمنصات الإلكترونية، وتطبيقات الهواتف الذكية، ومجال تقنية التصنيع المتقدم للمنتجات المبتكرة من خلال استشارات التصميم والتصميم الثلاثي الأبعاد وتطوير النموذج الأولي.
وتسعى الحاضنة من مقرها في الرياض إلى مساعدة رواد الأعمال على تجاوز المراحل الأولى من التأسيس والنمو، إلى جانب تحفيز الابتكار وروح المبادرة في مجالات التقنية، وإيجاد فرص استثمارية في هذا القطاع الحيوي، وتشجيع ورعاية وتنمية ريادة الأعمال التقنية في المملكة، والمساهمة في إيجاد فرص وظيفية جديدة.

### حاضنة بادر الرياض للتقنية الحيوية
تأسست حاضنة بادر للتقنية الحيوية في العام 2010م، وتتخذ من مدينة الملك فهد الطبية في الرياض مقرًّا لها، وتعمل على دعم وتأسيس وتطوير قطاع التقنية الحيوية في مجالات عدة، هي الصحة والطب والصيدلة والقطاع البيئي والزراعي، ومساعدة الباحثين والمتخصصين السعوديين في تأسيس وتطوير مشاريع إستراتيجية في مجالات التقنية الحيوية، بهدف تطوير هذا القطاع، ودعم قطاع التقنيات الحيوية السعودي.
وتهدف حاضنة التقنية الحيوية إلى تشجيع ودعم إطلاق مشاريع جديدة في مجال التقنية الحيوية؛ وتحتضن مشاريع مختلفة للباحثين والتقنيين والأطباء في مجالات التقنية الحيوية وعلوم الحياة والتي تصنفها الحاضنة لتصبح شركات واعدة وذات قيمة عالية في المملكة.

### حاضنة بادر جدة
تأسست حاضنة بادر جدة في العام 2012 بالتعاون مع الغرفة التجارية الصناعية بجدة ممثلة في مركز تنمية المنشآت الصغيرة والناشئة، لتصبح بذلك أول حاضنة أعمال في المنطقة الغربية.  وتسعى الحاضنة إلى تعزيز نمو المشاريع ذات الجانب التقني ويشمل ذلك: تقنيات أجهزة الحاسب والاتصالات، والبنية التحتية لتقنية المعلومات والاتصالات، والبرمجيات والحلول، والوسائط المتعددة والألعاب الإلكترونية، والمنصات الإلكترونية، وتطبيقات الهواتف الذكية، ومجال تقنية التصنيع المتقدم للمنتجات المبتكرة من خلال استشارات التصميم والتصميم الثلاثي الأبعاد وتطوير النموذج الأولي.

### حاضنة بادرالطائف
تعتبر حاضنة بادر الطائف ثاني حاضنة لبرنامج بادر في المنطقة الغربية بعد حاضنة بادر جدة؛ إذ أُنشئت الحاضنة في العام 2015 بالتعاون مع عدة جهات رئيسة بالمحافظة؛ كأمارة منطقة مكة المكرمة والغرفة التجارية الصناعية، وجامعة الطائف. وتهدف حاضنة «بادر» الطائف، إلى تعزيز نمو المشاريع ذات الجانب التقني ويشمل ذلك: تقنيات أجهزة الحاسب والاتصالات، والبنية التحتية لتقنية المعلومات والاتصالات، والبرمجيات والحلول، والوسائط المتعددة والألعاب الإلكترونية، والمنصات الإلكترونية، وتطبيقات الهواتف الذكية، ومجال تقنية التصنيع المتقدم للمنتجات المبتكرة من خلال استشارات التصميم والتصميم الثلاثي الأبعاد وتطوير النموذج الأولي.

### حاضنة بادرالقصيم
تتخذ حاضنة بادر القصيم من غرفة القصيم في مدينة بريدة مقرًّا رئيسًا لها؛ حيث ساهمت الغرفة بتوفير الدعم اللوجستي لتسهيل أعمال إدارتها، والحصول على التصاريح اللازمة لها، في حين يتولى برنامج بادر مهام إدارة وتشغيل الحاضنة. وتهدف حاضنة بادر القصيم إلى تعزيز نمو المشاريع ذات الجانب التقني ويشمل ذلك: تقنيات أجهزة الحاسب والاتصالات، والبنية التحتية لتقنية المعلومات والاتصالات، والبرمجيات والحلول، والوسائط المتعددة والألعاب الإلكترونية، والمنصات الإلكترونية، وتطبيقات الهواتف الذكية، ومجال تقنية التصنيع المتقدم للمنتجات المبتكرة من خلال استشارات التصميم والتصميم الثلاثي الأبعاد وتطوير النموذج الأولي.

### حاضنة بادر أبها
تأسست حاضنة بادر أبها بالتعاون مع الغرفة التجارية الصناعية في أبها، وقد ساهمت غرفة أبها في توفير مقر للحاضنة، وتجهيزها بالبنية التحتية الضرورية، وتقديم الدعم اللوجستي لتسهيل أعمال تشغيلها وإدارتها، في حين يتولى برنامج «بادر» مهام إدارة وتشغيل الحاضنة. وتهدف حاضنة «بادر» ابها  إلى تعزيز نمو المشاريع ذات الجانب التقني ويشمل ذلك: تقنيات أجهزة الحاسب والاتصالات، والبنية التحتية لتقنية المعلومات والاتصالات، والبرمجيات والحلول، والوسائط المتعددة والألعاب الإلكترونية، والمنصات الإلكترونية، وتطبيقات الهواتف الذكية، ومجال تقنية التصنيع المتقدم للمنتجات المبتكرة من خلال استشارات التصميم والتصميم الثلاثي الأبعاد وتطوير النموذج الأولي.

### حاضنة بادرالدمام
وتهدف حاضنة بادر الدمام والتي تم تاسيسها بالشراكة مع الشركة السعودية للكهرباء إلى تعزيز نمو المشاريع ذات الجانب التقني ويشمل ذلك: تقنيات أجهزة الحاسب والاتصالات، والبنية التحتية لتقنية المعلومات والاتصالات، والبرمجيات والحلول، والوسائط المتعددة والألعاب الإلكترونية، والمنصات الإلكترونية، وتطبيقات الهواتف الذكية، ومجال تقنية التصنيع المتقدم للمنتجات المبتكرة من خلال استشارات التصميم والتصميم الثلاثي الأبعاد وتطوير النموذج الأولي.

### حاضنة بادر المدينة المنورة
تأسست  حاضنة بادر المدينة المنورة بالتعاون مع هيئة تطوير منطقة المدينة المنورة  بهدف  تعزيز نمو المشاريع ذات الجانب التقني ويشمل ذلك: تقنيات أجهزة الحاسب والاتصالات، والبنية التحتية لتقنية المعلومات والاتصالات، والبرمجيات والحلول، والوسائط المتعددة والألعاب الإلكترونية، والمنصات الإلكترونية، وتطبيقات الهواتف الذكية، ومجال تقنية التصنيع المتقدم للمنتجات المبتكرة من خلال استشارات التصميم والتصميم الثلاثي الأبعاد وتطوير النموذج الأولي.

## المسرعات

### مسرعة بادر
تدعم مسرعة بادر اصحاب المشاريع التقنية الناشئة لتطوير افكارهم وتحويلها إلى منتجات أو خدمات، كما تساعدهم على دخول السوق خلال 90 يوم عمل، ويتم ذلك عبر تقديم برنامج مكثف يتم من خلاله تقديم مجموعة من الخدمات، أبرزها: الخدمات الاستشارية والبرامج التدريبية المكثفة والمتابعة والإرشاد وورش العمل، يرافقها توجيه متواصل لتطوير ابتكارات رواد الأعمال، وتحويلها إلى مشروعات قائمة، كما يتم الاستثمار المادي في هذه المشاريع للمساعدة في نموها وتطويرها.

### مسرَّعة نقل الاختراعات
مسرعة نقل الاختراعات هي مبادرة يٌشرف عليها مكتب بادر لخدمات المخترعين، وتهدف إلى تفعيل الاختراعات السعودية المحمية بموجب براءة اختراع، والتي تعود ملكيتها للأفراد السعوديين، وذلك من خلال بناء النماذج الأولية وإجراء الاختبارات والتجارب مروراً ببناء المنتجات النهائية لتلك الاختراعات، إضافة إلى بناء الهوية التجارية لتلك الاختراعات مع تقديم الخدمات اللوجستية مثل الاستشارات القانونية والاستشارات الإدارية والتجارية وتوفير المرافق لانجاح تلك المشاريع.

### مسرعة المنشآت الصناعية
هي أول مسرعة أعمال خاصة في المملكة تدعم وتستثمر في المشاريع الصناعية الناشئة، والتي أنشئت تحت مظلة مبادرة برنامج بادر لتسريع نمو المشاريع الناشئة لرواد الأعمال وبالتعاون مع صندوق التنمية الصناعية السعودي، وذلك لدعم المشاريع الصناعية ذات الجدوى الاقتصادية، والتي تكون غير مستوفية للشروط والمتطلبات اللازمة للحصول على الدعم المالي والاستشاري من صندوق التنمية الصناعية.

## روابط خارجية
- الموقع الرسمي